# Solarpark Krughütte
Der Solarpark Krughütte, in der Nähe der Stadt Eisleben, erstreckt sich auf einer Fläche von rund 100 Hektar. Mit einer Spitzenleistung von 29,1 MW, können im Jahresdurchschnitt ca. 7500 Vier-Personen-Haushalte mit elektrischer Energie versorgt werden. Der Solarpark an der ehemaligen Krughütte, später Karl-Liebknecht-Hütte, wurde in Kooperation von den Unternehmen Parabel AG und SRU Solar AG  errichtet. Der Bau der Freiflächenanlage wurde neben dem Höhenunterschied von 80 m bis 100 m zusätzlich von harter, spröder Schlacke im Untergrund erschwert.
Auf dem Solarfeld sind (Stand 2012) mehr als 121.000 Photovoltaik-Module verbaut. Für die Umwandlung des Gleichstroms in Wechselstrom sorgen etwa 1400 dezentrale Solarwechselrichter.